# Języki indopacyficzne
Języki indopacyficzne – fyla językowa („nadrodzina”), postulowana przez Josepha H. Greenberga w 1971 r., łącząca języki papuaskie Melanezji (wraz z timor-alor-pantar i językami Halmahery), języki andamańskie i języki tasmańskie. Nie znalazły się w niej natomiast języki australijskie. Propozycja ta nie spotkała się z szeroką akceptacją .
Przeciw kontrowersyjnej hipotezie języków indopacyficznych przemawiają dwa poważne argumenty:
- geografia rozmieszczenia tych języków
- fakt, że zdaniem większości językoznawców po upływie ok. 10 tys. lat prajęzyk nie pozostawia żadnego śladu w językach potomnych. Tymczasem np. ludność Tasmanii była izolowana przez ok. 11 tys. lat, zatem ewentualny prajęzyk musiałby istnieć odpowiednio wcześniej. Z uwagi na to hipoteza indopacyficzna wydaje się nie tyle niewiarygodna, co nieweryfikowalna.

Zwolennicy hipotezy natomiast opierają się na badaniu bardzo wolno zmieniających się części mowy, np. zaimków, a także na charakterystycznych przesunięciach spółgłoskowych.
Greenberg wyróżnił 14 „podgrup” indopacyficznych, postulując wewnętrzną spójność każdej z nich, a w końcu ogólne ich pokrewieństwo. Propozycja Greenberga była oparta na wątpliwej analizie form leksykalnych i gramatycznych, bez systematycznego odróżniania wyrazów pokrewnych od przypadkowych zbieżności lub zapożyczeń. Większość języków rozważanych w hipotezie to języki papuaskie. Wiele spośród nich okazało się rzeczywiście spokrewnionych, ale jako przedstawiciele mniej obszernej rodziny transnowogwinejskiej.
Języki tasmańskie nie zostały dobrze poznane, ale nie wyklucza się ich związku z australijskimi. Języki papuaskie (tj. nieaustronezyjskie języki rejonu Nowej Gwinei) nie są powszechnie uznawane za zespół genetyczny, choć Greenberg uważał, że wszystkie z nich są sobie pokrewne. Dla porównania inni autorzy (William A. Foley, Bill Palmer) wyróżnili kilkadziesiąt rodzin języków papuaskich, wraz z dużą grupą izolatów. Sam Greenberg miał duże wątpliwości co do statusu języków andamańskich. W propozycji indopacyficznej uwzględniono języki Wielkiego Andamanu, ale języki ongijskie (jarawa i onge) okazały się na tyle odrębne, że Greenberg kwestionował ich pokrewieństwo z wielkoandamańskimi. Na pocz. XXI w. do propozycji indopacyficznej włączono także język kusunda z Nepalu.
Odniesienia do języków indopacyficznych pojawiają się w podręcznikach, encyklopediach, pracach porównawczo-typologicznych i publikacjach nielingwistycznych.